# Rhaphiomidas spinicaudus
Rhaphiomidas spinicaudus är en tvåvingeart som beskrevs av Mont A. Cazier 1985. Rhaphiomidas spinicaudus ingår i släktet Rhaphiomidas och familjen Mydidae. Inga underarter finns listade i Catalogue of Life.